# Stellan Mörner (ekonom)
Hampus Stellan Hjalmar Mörner, född 9 mars 1919 i Lunds stadsförsamling, Lund, död 15 december 2003 i Helsingborgs Maria församling, Helsingborg, var en svensk civilekonom.

## Biografi
Stellan Mörner var son till godsägaren Helmer Mörner och Maria, född Bjurström. Han tog studentexamen i Ystad 1937, diplomerades vid Malmö handelsgymnasium 1938 och Handelshögskolan i Stockholm 1944. Stellan Mörner var amanuens vid Priskontrollnämnden 1944, revisor vid AB Industribyrån i Stockholm 1947 och kontorschef vid AB Grafisk färg från 1950. Han blev reservofficer 1941 och blev ryttmästare i kavalleriets reserv 1951. Mörner var styrelseledamot i Bjurströms boktryckeri AB i Ystad och Mörnerska släktföreningen. Efter en period som byrådirektör vid Försvarets Materielverk var Stellan Mörner 1969-1984 verkställande direktör vid Ystad Allehanda.
Mörner var i sitt första äktenskap 1943-1946 gift med Inga-Britt Österberg. I sitt andra äktenskap gifte han sig 1952 med socionomen Ingegerd Lindkvist, dotter till rektorn, fil.dr. Harald Lindkvist och Astrid, född Sederblad. Han var far till Christina (född 1944), Eva (född 1953), Hans (född 1955) och Marianne (född 1958). Stellan Mörner avled 2003 och gravsattes på Västra kyrkogården i Linköping.